# Пингвини
Пингвини (лат. Sphenisciformes) су монотипични ред водених, нелетећих птица, које живе углавном на јужној хемисфери. Једини члан реда је истоимена породица Spheniscidae, која обухвата шест родова са 17 или 20 врста, у зависности од аутора. Пингвини су прилагођени животу у води са крилима која су еволуирала у пераја. Перје им је црно на леђима, док је на трбуху бијело. Хране се рачићима, рибом, лигњама и другим морским животињама које лове док пливају под водом. Под водом проводе скоро половину свог живота.
Иако су све врсте пингвина поријеклом са јужне хемисфере, они не живе само у областима са хладном климом, попут Антарктика. У ствари, само неколико врста пингвина живи толико јужно. Неколико врста живи у умјереном појасу, а једна врста, галапагошки пингвин, живи близу екватора.
Највећа жива врста је царски пингвин; највећи представници ове врсте су високи око 1,1 m и тешки око 35 kg. Најмања врста пингвина је патуљасти пингвин, чији су припадници високи око 40 cm и тешки 1 kg. Веће врсте пингвина насељавају хладније предјеле, док се мањи пингвини могу пронаћи у умјереним или чак тропским областима. Неке праисторијске врсте пингвина су достизале џиновске размјере, висине и тежине попут одраслог човјека.

## Физичке особине
Пингвини су врло прилагођени животу у води. Њихова крила су се трансформисала у пераја за роњење, бескорисна за летење. У води су стога изузетно окретни. У њиховом глатком перју се налази слој ваздуха који их штити од хладноће али и помаже при роњењу. Већина врста је само незнатно тежа од тежине воде коју истискују својим тијелом, па им је због тога релативно лако ронити. Под водом могу да достигну брзину од 5 до 10 km/h, а неке врсте чак и више — до 36 km/h. Под водом могу остати и до 20 минута. Приликом брзог пливања веслају крилима. У ствари, ноге користе као крму, јер су им прсти спојени кожом, а потисак постижу крилима. Када пливају лагано, користе само ноге.
На копну, пингвини се служе првенствено кратким и крутим репом, али и крилима да одрже усправан положај тијела. С обзиром да им се ноге налазе сасвим на задњем крају тијела, они могу да стоје само усправно и никако другачије. На копну се крећу гегајући се или клизајући се на трбусима.
Висина пингвина, у зависности од врсте, може бити од 40 cm до 120 cm. Највиша врста пингвина је царски пингвин (Aptenodytes forsteri), чије су одрасле јединке високе око 1,1 m и тешке преко 35 kg. Најмања врста је патуљасти пингвин, који је висок до 43 cm и тежак око 1 kg. Обично у хладнијим крајевима живе већи, а у умјереним и топлијим климама живе мањи пингвини, што се слаже са Бергмановим правилом.
Неки праисторијски пингвини били су јако велики — тешки или високи као човјек. Њихова станишта нису била ограничена само на Антарктик, већ су настањивали простране субантарктичке регионе. Фосили који су 2007. године нађени у Перуу, говоре о врсти пингвина који је био висок око 1,5 m са кљуном од око 30 cm и који представља највишег пингвина на свету. Фосили су нађени у пустињи Атакама, што указује да им тада није била неопходна хладноћа за преживљавање. Откривени фосили су стари око 36.000 година и датирају из једног од најтоплијих периода у посљедњих 65 милиона година

### Анатомија
За разлику од других птица које не лете (нпр. нојева), пингвини имају на грудној кости изражен високо обликован гребен на који се веже снажна летна мускулатура. За разлику од летења, при роњењу је потребна иста количина енергије за спуштање као и за подизање крила. Због тога, пингвини имају већу површину лопатица од свих других птица, јер се на њих ослањају мишићи који покрећу крила. Кости надлактица и подлактица су у лакту круто срасли у истом правцу што перајама даје већу чврстину. Кости, које су иначе код птица шупље и лагане, код пингвина су густе и тешке (нису пнеуматичне) јер им није потребна лакоћа за летење, а цјевасте кости су им испуњене густом, уљастом коштаном сржи.
Бедрене кости су врло кратке, зглобови кољена крути а ноге јако помакнуте према назад што узрокује њихов необични, усправни ход на копну. Стопала на којима имају пловне кожице су релативно кратка, па птице на копну стоје на петама при чему им крута репна пера служе као потпора. Реп им је врло смањен. Код других птица које роне, реп служи као „кормило“, док су код пингвина ту улогу преузеле ноге. На ногама имају по четири прста окренутих ка напред, од којих су три повезана пловном кожицом.
Глава им је мала, гледајући у односу на тијело, а врат им је кратак, али и врло дебео. Већина пингвина има врло снажан и кратак кљун. Кљун им је карактеристичног облика: раван, чврст, бочно спљоштен, оштрих ивица и на врху зашиљен и повијен надоле. Изузетак су велики пингвини (Aptenodytes), чији је кљун, вјероватно због прилагођавања плијену којег представљају углавном брзе рибе, дугачак, витак и лако савијен према доле.

### Перје
Перје је кратко и густо и не пропушта воду. Равномјерно је распоређено по тијелу (што се сматра примитивном карактеристиком која је заступљена код малог броја група птица). Личи на крљушти, јер је распоређено попут цријепа на крову. Ту особину да не пропушта воду, перје има и захваљујући томе што нема чије. Боја перја пингвина је специјализована за камуфлажу, на леђној страни тамна, плавосива која се прелијева у црну, а са доње, трбушне стране, бијела, тако да се при погледу одозго стапају са тамном бојом дубоког мора, а при погледу одоздо са свјетлошћу неба. Готово сви пингвини из потпородице Eudyptes имају на глави врло упадљиву наранџастожуту ћубу, због чега се називају „ћубасти пингвини“. Младе животиње су углавном покривене једнобојним паперјем, сивим или смеђим, а само неке врсте имају бијеле бокове и стомак.
Најчешће након сезоне гнијежђења и подизања младунаца, код пингвина наступа митарење, тј. замјена перја. У том раздобљу, које, зависно од врсте може трајати од два до шест седмица, птице троше своје масне резерве двоструко брже него раније јер слабо роне и самим тим слабо лове. За то вријеме знају изгубити и до трећине своје укупне тјелесне масе. Код папуанских (Pygoscelis papua) и галапагошких (Spheniscus mendiculus) пингвина вријеме митарења није тачно одређено и може бити у било које вријеме између двије сезоне гнијежђења. Птице које се не гнијезде, обично се митаре раније него они припадници исте врсте који се гнијезде.

### Вид и слух
Очи пингвина су грађене тако да омогућавају оштар вид под водом. Постоји теорија по којој су пингвини на копну кратковиди, али истраживања нису успјела доћи до доказа да је ово тачно. Код врста које дубоко роне, као што су царски пингвини, пупиле су крајње растегљиве тако да се очи могу врло брзо прилагодити на различиту количину свјетлости присутну како на површини воде тако и на стотињак метара дубине. Према саставу пигмента се сматра да пингвини боље виде у плавом него у црвеном дијелу свјетлосног спектра, те да вјероватно виде и ултраљубичасто свјетло. Како се црвени дио свјетлосног спектра филтрира и губи већ у горњем слоју воде, ово својство се може разумјети као еволуциона прилагођеност условима живота пингвина.
Као већина других птица, ни пингвини немају спољашњих структура ува. Код роњења, перје их херметички затвара. Код великих пингвина руб спољашњег ува је толико повећан, да се може затворити и тако заштитити унутрашње и средње ухо од оштећења до којих може довести притисак код роњења у веће дубине. Пингвини немају ништа слабији слух од осталих врста птица. (опсега од 100 до 15.000 Hz, са најбољим слухом у оквиру 600 до 4000 Hz) и могу чути своје младе или партнера у великој колонији
Пингвини се на копну међусобно споразумијевају звуковима који подсјећају на звук трубе. Неки чак пуштају гласове сличне магарећем њакању, па се једна врста и зове магарећи пингвин (Spheniscus demersus). Међутим, под водом пингвини не пуштају гласове да не би одали своју присутност грабљивицама, или да не би престрашили потенцијалну ловину.

### Регулисање топлоте
За топлотну изолацију имају до три центиметра дебео слој сала изнад које су сложена три реда водоотпорног, густо међусобно преплетеног и по цијелом тијелу равномјерно распоређеног перја. Дијелова коже на којем не расте перје пингвини уопште немају. Једини изузетак су неке тропске врсте које немају перје на лицу. Ваздух који се задржава у слојевима перја такође ефикасно служи у води за спречавање губитка топлоте.
Пингвини могу да контролишу доток крви у удове, тако да контролишу губитак топлоте а да се удови не смрзну. За вријеме јаке антарктичке зиме, женке иду у лов и набављају храну, док мужјаци остају на копну и покушавају да се згрију. Чине то тако што се збију један уз другог, често замјењујући положај тако да свако добије прилику да буде мало у средини гдје је најтоплије.
С друге стране, неке врсте које су се одомаћиле у тропским водама, имају проблема с прегријавањем. Како би то спријечили, пингвини су развили пераје које у односу на тијело имају већу површину него друге врсте како би се повећала површина преко које се може расхладити крв. Осим тога, неке врсте немају перје на лицу, тако да се брже расхладе у хладу којег активно траже.

## Начин живота
Пингвини проведу пола свог живота у води, а пола на копну, док по неким изворима проведу чак 75% живота у води. Неке врсте напуштају воду само ради парења и у вријеме митарења. У зависности од врсте, јединке живе по 15 до 20 година или више.

### Исхрана
Хране се углавном рибом, лигњама, раковима, али и другим ситним морским животињама, крилом исл. Обично се пингвини који живе ближе Антарктику хране крилом, док се сјеверније настањени хране више рибом. Плијен хватају кљуном и гутају га цијелог, чим га ухвате у води.
Ако су у води, пингвини задовољавају жеђ водом из ухваћеног плијена или пијући мале количине морске, слане, воде; помоћу такозване слане жлијезде („супраорбиталне гландуле“) тик изнад очију уклањају вишак соли из крви. Со се избацује као концентрисана течност кроз ноздрве. Ово је прилагођеност уобичајена за морске организме, па самим тим и за морске птице попут пингвина. Када су на копну, воду могу добити једући мало снијега.

### Размножавање
Пингвини праве примитивна гнијезда на копну. У ствари, посматрајући дио Антарктика насељеног птицама, могу се уочити зоне или појасеви за гнијежђење различитих врста птица. Пингвини се гнијезде углавном у обалском подручју које је најближе мору, а у другим зонама се могу наћи корморани и поморници. Само се шест врста гнијезди на Антарктику, док се остале гнијезде око обала Африке, Аустралије и Новог Зеланда, као и Јужне Америке. Гнијежђење је колонијално, што значи да се тада пингвини сакупљају у велика јата. У тим колонијама може да их буде на милионе. Често су гнијезда на извјесној удаљености од обале, а пошто пингвини храну налазе искључиво у мору, често предузимају дуге пјешачке туре до воде и назад. Истраживач Џералд Дарел је пратио колонију пингвина у Патагонији од неких два милиона јединки које су се гнијездиле на око три километра од мора. Родитељи су морали да прелазе читав тај пут преко пјешчаних дина и да међу хиљадама гнијезда и младунаца од којих су сви трчали ка њима мољакајући храну, без грешке пронађу своје. Препознају се по гласовима, а иначе се споразумијевају крицима, кликтањем и гестовима. Поједини парови, из године у годину, заузимају исто мјесто за гнијездо. Гнијезда су од каменчића или од биљног материјала. Најчешће су у заклону, као што су тунели (јазбине) или пукотине у стењу. Гнијезда могу бити и на потпуно отвореном месту. Некада се мужјаци, као што је случај код Аделиног пингвина удварају женкама тако што за њих бирају и нуде им каменчиће за изградњу гнијезда. Пингвини уопште при удварању заузимају веома необичне позе. Неки пингвини остају са истим партнерима током цијелог живота, а неки само по једну сезону. Царски пингвини легу по једно јаје у сезони, а остале врсте по два, и мужјаци и женке заједно брину о њима. За вријеме јаких зима, женке одлазе на неколико мјесеци ловећи и набављајући храну за младе, док мужјаци остају на копну и леже на јајима. Када се женка врати, улоге се изједначе. Дешава се да женка храни мужјака рибом коју је делимично сварила, док рецимо мужјак царског пингвина исцрпљен након двомесечног гладовања одлази у море да сам пронађе храну. Младунчад са слабом топлотном регулацијом чува искључиво мајка, а младунчад са нормалном топлотном регулацијом чувају и отац и мајка. Код неких врста на трбуху постоји набор, попут џепа у коме пингвин чува јаје. Тада ноге држи састављено и само се у крајњој нужди креће у малим скоковима.
Неке врсте, попут царског пингвина, организују младунце у велике групе, „крешее“ (фр. crèche). Ове тзв. „дјечје јаслице“ се образују да би се постигли боља заједничка заштита и међусобно гријање. Када се родитељи појаве са храном, дозивају младунце и хране их ван јаслица. Млади пингвини се не могу бринути о себи све док не порасту до одговарајуће величине која је зависна од врсте и док не добију перје одраслих пингвина.
Као код многих других врста, код пингвина је забележено хомосексуално понашање. Занимљиво је да уколико се упаре два мужјака истих склоности, остају заједно до краја живота. Чак, заједно праве гнездо у коме чувају камен као сурогат јајета.

### Отимање младих
Ако се пингвину, мужјаку или женки, деси да изгуби младунче или јаје, деси се да покуша да украде младунче неке друге јединке. У науци није потпуно јасно зашто се то дешава, тј. зашто би родитељ одгајао и улагао у туђег младунца, јер се не на неки начин не уклапа у теорију еволуције. Неке претпоставке су, међутим, начињене да објасне ово чудно понашање. Прво, одгајање младунца би повећало искуство отимача у одгајању, чиме би се повећала вјероватноћа да и у будућности има младунце. Друго, због наизглед успјешне репродукције, јединка ће бити успјешнија при проналажењу партнера у наредној сезони парења. И треће, отимање може да доведе и до удруживања са отетим младунчетом које јој може помоћи у наредним сезонама парења Међутим, очигледна је и реална опасност од поврјеђивања од стране правог родитеља током покушаја отмице, али и трошење енергије и труда око младунчета које не представља његову лозу. На тај начин, није сигурно да ли је овакво понашање заиста еволуциона предност или једноставно грешка код јединки које не умију да препознају своје младунче.

### Природни непријатељи
Највећи природни непријатељи пингвина су морски предатори попут морских леопарда, ајкула и орки. Морски леопард је усамљен ловац, али веома ефикасно лови пингвине гонећи их око ледених санти. Када пингвини поскачу у воду, морски леопард их обично чека испод леденог бријега гдје га пингвини не виде, и када се вода запјенуша, морски леопард их хвата. Ако улови једног и поједе, он се обично повлачи и остали пингвини могу слободно да се крећу по води. Процјењује се да годишње од морских леопарда страда око 5% свих Аделиних пингвина. Вјероватно због ове и других опасности у води, пингвини се тешко одлучују да скачу у воду и знају да стоје и по пола сата на ивици леденог бријега или обали. Кад се један охрабри и скочи у воду, сви остали поскачу за њим.
Уколико су младунци или јаја небрањени, лако постају плијен галебова и поморника. Одрасли пингвини се од ових грабљиваца бране својим снажним кљуном.

## Станиште

### Распрострањеност
Пингвини, попут жутоувог, Аделиног и царског су типични представници фауне нотогеје. У таквој зоогеографској подели, пингвини насељавају патагонијску (или холантарктичку) област. Иако све врсте пингвина живе на јужној хемисфери, у супротности са раширеним схватањем да све живе у хладним подручјима, попут Антарктика, у ствари само неколико врста живи толико јужно, док неке врсте живе и у топлим предјелима. Већи пингвини углавном живе у хладним подручјима, док мањи живе у топлијим или чак тропским подручјима (видјети Бергманово правило).
Нарочито су чести у обалним водама Антарктика, Новог Зеланда, јужне Аустралије, Јужне Африке, на Фолкландским Острвима смјештеним испред источних обала Јужне Америке али и на западној обали све до Перуа као и на Галапагосу у близини екватора (галапагошки пингвин). Како пингвини воле хладније предјеле, у тропским подручјима се појављују само ако постоје хладне морске струје. Пингвини користе хладне струје како би мигрирали, па је то разлог зашто их, између осталог, има и на Галапагосу. То је случај са Хумболтовом струјом уз западну обалу Јужне Америке (Хумболтов пингвин) као и са Бенгалском струјом дуж западне обале Африке која допире све до екватора (магарећи пингвин).
Већина врста живи између 45. и 60. степена јужне географске ширине. Највећи број јединки живи уз Антарктик и на оближњим острвима.

### Животни простор
Прави животни простор пингвина је отворено море, чему су изванредно прилагођени. Ту живе на стјеновитим обалама јужних континената, хладним шумама умјерених подручја, суптропским пјешчаним плажама, подручјима охлађене лаве на којима готово да нема вегетације, субантарктичким травњацима и на леду Антарктика. Док тропске врсте остају на свом подручју, друге врсте одлазе и више стотина километара далеко од океана како би дошле у подручја гдје легу младунце.

## Угроженост
У двадесетом вијеку, четири врсте пингвина — галапагошки, жутооки, магарећи и фјордландски пингвини — се сматрају угроженим врстама, док се Магеланов, Хумболтов и још неколико врста сматрају рањивим. У прошлости су, ловом на пингвине због уља њихових масних наслага и јаја за прехрану, читаве колоније пингвина изумрле, док данас пингвинима пријете друге опасности.
Магарећи пингвини, чији је број достизао неколико милиона у прошлом вијеку данас достиже једва 50.000 и и даље пада. Претпоставља се да је највећи узрок овоме комерцијални лов на рибу у подручјима у којима они живе, што је довело до недостатка хране.
На Новом Зеланду, на којем живе фјордландски и жутооки пингвини, и на којем се људска популација све више шири, грабљивци које су довели људи (мачке, пси, пацови, итд.) све више угрожавају пингвине нападајући њих и њихова јаја. И сами људи, чије се станиште на Новом Зеланду све више шири у подручја гнијежђења и парења пингвина, онемогућавају њихов нормалан начин живота.
Проблем људског присуства и њихових грабљивица мучи и галапагошке пингвине који су се свели на свега два острва, а климатске промјене, које су проузроковале ефекте „Ел Нињо“, због којих се повремено драстично смањује количина рибе, су такође утицале на смањење броја галапагошких пингвина у 1980им и 1990им годинама. Галапагошких пингвина данас има свега око 2.100 јединки по пребројавању фондације „Чарлс Дарвин“ из 2006. године, односно око 1.000 парова спремних за размножавање по Међународној радној групи за очување пингвина.
Жутоуви, Магеланов и Хумболтови пингвини су угрожени масовним ловом на сардине у комерцијалне сврхе; док се рибари жале да им пингвини односе знатне количине потенцијалног улова, пингвини губе своју основну храну.
Генерално, пингвини из рода Spheniscus, тј. Магеланови и Хумболтови на обалама Јужне Америке и сусједним острвима, магарећи на Рту добре наде Јужне Африке и галапагошки на Галапагосу, су угрожени изливима нафте у море, и у последњих неколико година двије велике нафтне мрље су побиле велики број ових пингвина. Пингвини се, на тај начин угрожени, могу ухватити, очистити од нафте и вратити у море, али је то врло скуп и дуг процес којим се углавном баве добровољне организације (нпр. SANCCOB, Defenders of Wildlife идр.).
Већина других врста је релативно сигурна. Двије основне пријетње постоје, међутим, и за њих. Прву опасност представљају планови комерцијалног лова на крил на Антарктику, чиме би биле угрожене све врсте које се њима хране као и оне врсте које се хране рибом која се храни крилом. Друга опасност је глобално загријевање, чиме ће вода постати топлија и пингвини ће морати да се помјерају још јужније да би преживјели климатске промјене. Проблем, међутим, је што се климатске промјене дешавају исувише брзо и велико питање је да ли ће се пингвини успјети прилагодити за то вријеме.

## Пингвини и људи
Пингвини су врло популарни код људи, углавном због свог усправног, као људског, положаја и због гегајућег начина хода. Такође, људи воле пингвине јер их се пингвини не боје, за разлику од већине птица. Пингвини су се често знали приказивати у цртаним филмовима као да носе фрак, због посебне боје њиховог перја. У скорије вријеме је снимљено неколико дугометражних цртаних филмова о пингвинима, попут „Плес малог пингвина“ (енгл. Happy feet) и „Прави сурфери“ (енгл. Surf's Up). Лого оперативног система Линукс је пингвин, „Тукс“.
Људи у сврху исхране прикупљају јаја, која су веома укусна, док месо пингвина није за јело. Ипак, пингвини се не боје човјека и истраживачи им лако прилазе. Разлог је вјероватно историјски слабо присуство човјека као грабљивца у предјелима њихових станишта. Пингвини углавном чувају удаљеност од око три метра, што је и граница која се туристима обично налаже да не прелазе; ако пингвини сами, међутим, приђу ближе, што се често дешава, нема потребе за удаљавањем.

## Систематика
Према ранијој систематици, пингвини су се сврставали у ред сјеверних гњураца Gaviiformes, али их у новије вријеме сврставају у Sphenisciformes или Impenes. У сваком случају, представљају један од најпримитивнијих редова птица. Број врста пингвина није тачно одређен. У зависности од аутора, број варира од 17 до 20 савремених врста, свих у потфамилији Spheniscinae. На примјер, неки аутори сматрају мале пингвине (Eudyptula albosignata albosignata) посебном врстом рода Eudyptula, док их неки други сматрају подврстом патуљастих пингвина (Eudyptila minor). Одређени аутори пак сматрају да је ситуација још сложенија. Слично томе, није сигурно да ли је царски пингвин само макаронски пингвин (Eudyptes chrysolophus) измијењених боја. Даље, сјеверна популација жутоувих пингвина (Eudyptes chrysocome) се по некима сматра посебном врстом.
- Базални и неразјашњени облици (сви фосилни)
  - , базални; средњи или касни палеоцен, најстарији примјерак пингвина[36]
  - , можда базални; средњи еоцен, пустиња Атакама, Перу
  -  непознатог рода и врсте; средњи еоцен, Пунта Торца, Аргентина[37]
  - , , базални облик, можда посебна потфамилија; рани олигоцен, Сејморово острво, Антарктик
  - , можда Palaeeudyptinae и можда посебна потфамилија; средњи или касни еоцен до касног олигоцена
  - , , базални облик, можда посебна потфамилија, иста као ; касни еоцен до раног олигоцена, Сејморово острво, Антарктик
  - , , базални облик, можда посебна потфамилија, иста као ; касни еоцен до раног олигоцена, Сејморово острво, Антарктик
  - ; касни еоцен до раног олигоцена, Сејморово острво, Антарктик
  - ; касни еоцен до раног олигоцена, Сејморово острво, Антарктик
  - , вјероватно ; касни олигоцен, Отаго, Нови Зеланд
  - ; касни олигоцен, јужни Кентербери, Нови Зеланд
  - ; ,  или посебна потфамилија; касни олигоцен, Нови Зеланд
  -  неодређеног рода и врсте; касни олигоцен или рани миоцен, Хакатарамеа код Кентерберија, Нови Зеланд
  - , вјероватно ; касни миоцен, Пуерто Мадрин, Аргентина
  - ; касни миоцен или рани плиоцен
  - , вјероватно ; рани плиоцен, Јужна Африка
  - , вјероватно ; рани плиоцен
  - Nucleornis, вјероватно Spheniscinae; рани плиоцен, Динфонтен, Јужна Африка[38]
  - , вјероватно Spheniscinae, раније познат под називом Spheniscus predemersus; касни плиоцен
- Фамилија Spheniscidae
  - Потфамилија Palaeeudyptinae, велики пингвини (фосилни)
    - , без сигурности да припадају овој потфамилији; касни палеоцен, Крос Вели, Сејморово острво, Антарктик
    - , без сигурности да припадају овој потфамилији — у бази података „Авибејз“ припадници ове врсте припадају фамилији Mesitornithidae, у оквиру реда Gruiformes;[39] средњи еоцен до раног олигоцена, Сејморово острво, Антарктик
      - Норденскјолдов велики пингвин, Anthropornis nordenskjoeldi

    - ; касни еоцен, пустиња Атакама, Перу
    - , вишеродни - неки припадају другим потфамилијама; средњи или касни еоцен до касног олигоцена
    - ; касни еоцен
    - , без сигурности да припадају овој потфамилији; средњи миоцен

  - Потфамилија  (фосилни облици)
    - ; касни еоцен или рани олигоцен до раног миоцена, Сан Хулијан, Патагонија, Аргентина
    - ; рани миоцен до касног миоцена или раног плиоцена

  - Потфамилија  (фосилни)
    - ; рани миоцен, Патагонија, Аргентина
    -  који укључује и Chubutodyptes; рани миоцен до касног миоцена или раног плиоцена

  - Потфамилија Spheniscinae (савремени пингвини)
    - Род , велики пингвини
      1. Царски пингвин ()
      2. Краљевски пингвин ()

    - Род 
      1. Огрличасти пингвин ()
      2. Папуански пингвин ()
      3. Аделин пингвин ()

    - Род , патуљасти пингвиниПапуански пингвин на Петермановом острву, Антарктик
      1. Патуљасти пингвин ()
      2. Мали пингвин ()

    - Род 
      1. Магарећи пингвин ()
      2. Хумболтов пингвин ()
      3. Галапагошки пингвин ()
      4. Магеланов пингвин ()

    - Род 
      1. Жутооки пингвин ()

    - Род , ћубасти пингвини (наведене врсте плус евентуално двије врсте)
      1. Макворијски пингвин ()
      2. Жутоуви пингвин ()
      3. Фјордландски пингвин ()
      4. Снерски пингвин ()
      5. Макаронски пингвин ()
      6. Антиподски пингвин ()

## Галерија
- Царски пингвини
- Краљевски пингвини
- Огрличасти пингвин
- Папуански пингвин
- Макворијски пингвин
- Жутоуви пингвин
- Фјордландски пингвин
- Снерски пингвин
- Макаронски пингвин
- Жутооки пингвин
- Патуљасти пингвин
- Магарећи пингвин
- Галапагошки пингвини
- Хумболтов пингвин
- Магеланов пингвин
- Аделин пингвин
Pygoscelis adeliae на леденом бријегу у Росовом мору, Антарктик